# Skalpieren

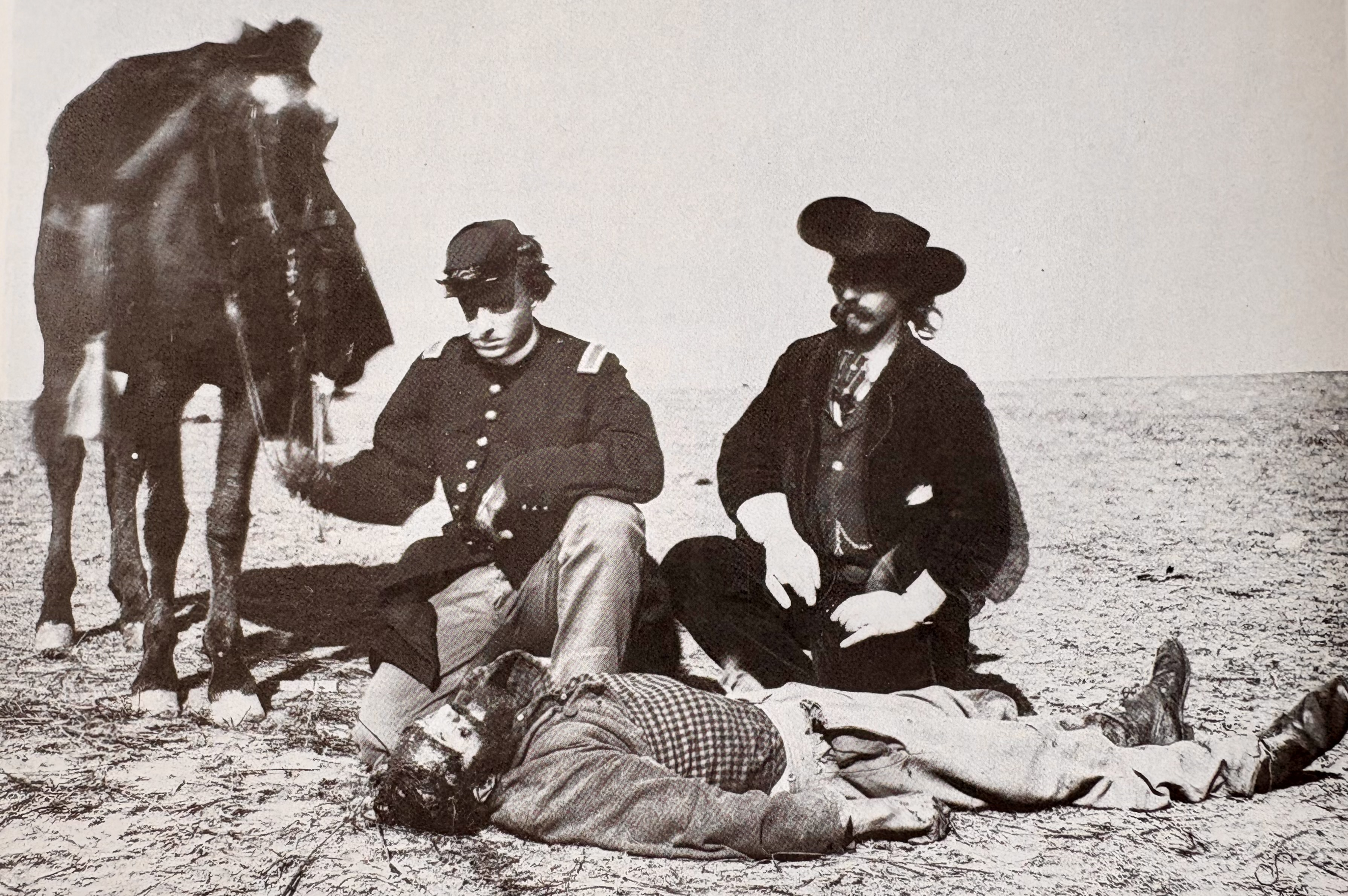
Der 1868 in der Nähe von Fort Dodge in Kansas von Cheyenne skalpierte Bisonjäger Ralph Morrison. Neben Morrisons Leiche knien Leutnant Read von der 3rd Infantry (links) und der Führer der Scouts John O. Austin (1818–1910).

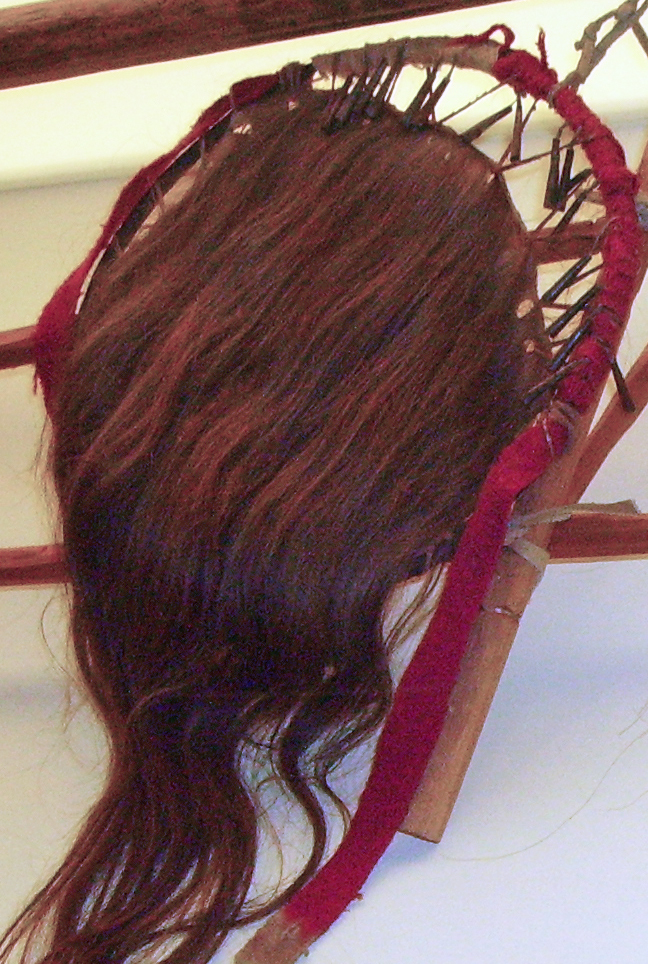
Skalp im Karl-May-Museum Radebeul.

Unter Skalpieren versteht man das Entfernen der Kopfschwarte (Skalp) vom Schädel, üblicherweise zusammen mit dem Kopfhaar. Ein durch vorsätzliche Gewaltanwendung gegen Menschen hergestellter Skalp kann als Trophäe verwendet werden. Auch bei Unfällen kann es zum Skalpieren kommen, wenn man etwa mit dem Kopfhaar in eine laufende Maschine gerät. Diesen Fall könnte man als eine Sonderform des Décollements bezeichnen.
Das vorsätzliche Skalpieren eines Gegners wird häufig mit den Grenzkonflikten in Nordamerika assoziiert, bei denen es zuerst von Indianern und später von europäischstämmigen Grenzlandsiedlern praktiziert wurde (siehe auch: Indianerkriege).
Ursprünglich galten Skalps jedoch bei bodenbauenden Völkern weltweit als Fruchtbarkeitssymbole. Daher wurden sie vielfach als religiöse Ritualgegenstände verwendet, die in Nordamerika in aller Regel an lange Stangen montiert wurden. Bei den nordamerikanischen Indianern spielten Skalprituale früher vor allem in den vom Feldbau gekennzeichneten Kulturarealen des Südwestens, Nordostens und Südostens eine wichtige Rolle im Kult. Sie sollten die Ertragskraft der Felder – oder vereinzelt auch der Frauen – positiv beeinflussen.
Im südamerikanischen Kulturareal Chaco wurde zur Zeit der Kriege gegen die Europäer von den dortigen Reiterstämmen ebenfalls skalpiert. Wie bei vielen nordamerikanischen Völkern steigerte die Zahl der Skalps auch hier das Prestige des Kriegers und das wurde beim Skalptanz gebührend gefeiert.

## Geschichte

### Antike
Bereits im biblischen 2. Buch der Makkabäer ist eine solche Praxis beschrieben: 

„Als der erste der Brüder auf diese Weise gestorben war, führten sie den zweiten zur Folterung. Sie zogen ihm die Kopfhaut samt den Haaren ab und fragten ihn: Willst du [Schweinefleisch] essen, bevor wir dich Glied für Glied foltern? Er antwortete in seiner Muttersprache: Nein! Deshalb wurde er genauso wie der erste gefoltert. (2 Makk 7,7–8 )“

Das Skalpieren wurde auch von den antiken Skythen in Eurasien angewandt. Der griechische Historiker Herodot schrieb 440 v. Chr. über die Skythen (Historien, Buch IV, 64): 

„Die skythischen Soldaten schaben das Fleisch vom Skalp und machen ihn durch Reiben zwischen den Händen weich und benutzen ihn danach als Mundtuch. Der Skythe ist stolz auf diese Skalps und hängt sie an seinen Zügel; je mehr solcher Mundtücher ein Mann vorweisen kann, umso besser ist er angesehen. Viele fertigen sich Tarnmäntel an, indem sie mehrere dieser Skalps zusammennähen.“

Aus einem Brunnen der römischen Villa Rustica von Burgweinting (Regensburg) aus dem 3. Jahrhundert stammen mehrere Schädel mit Schnittspuren an den Schläfenknochen, die auf eine Skalpierung der Opfer hindeuten.

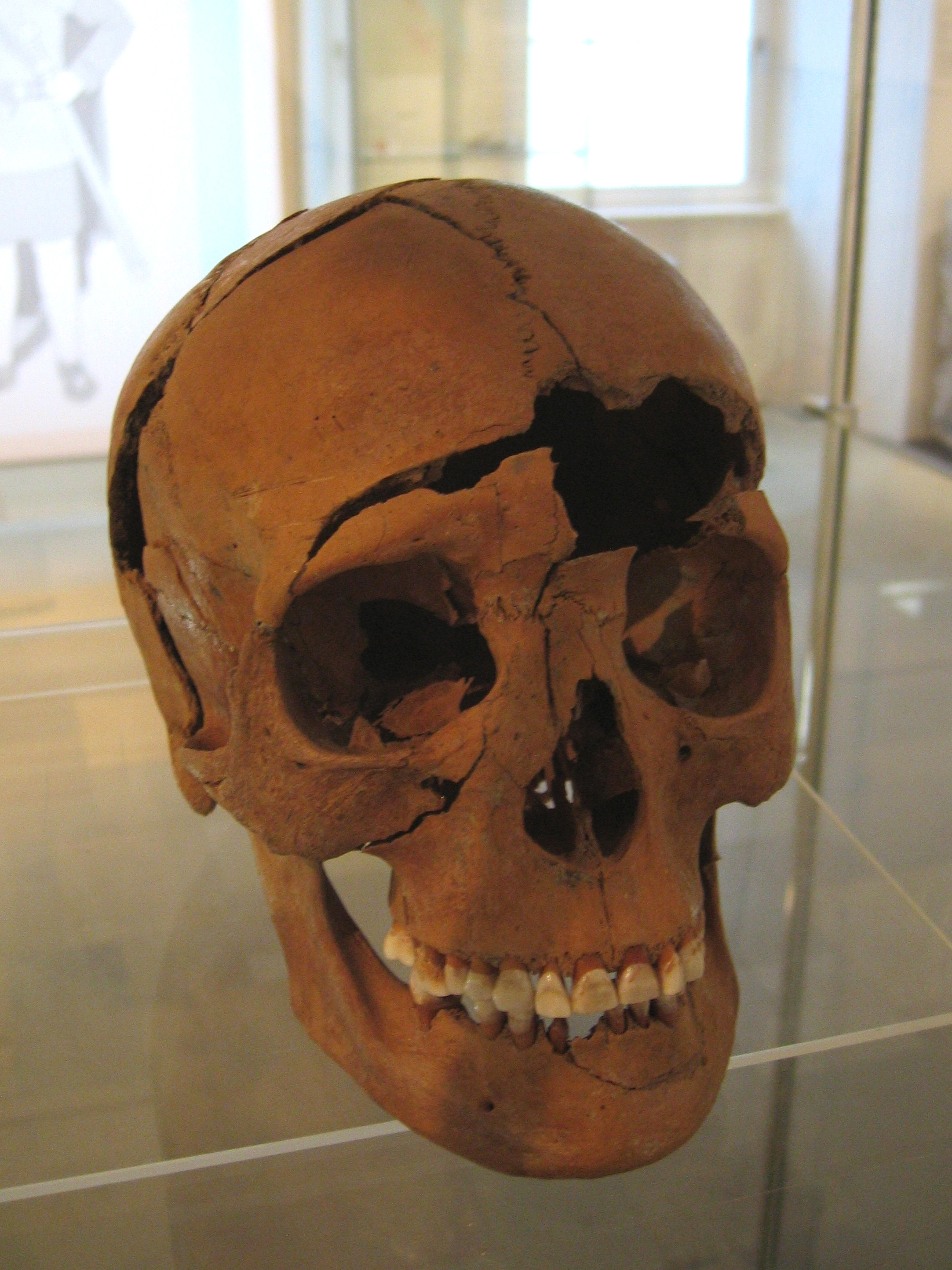
Frauenschädel aus der Villa Rustica Burgweinting mit Schnittmarken oberhalb der rechten Augenhöhle (3. Jahrhundert)

### Nordamerika

#### Ureinwohner und Siedler

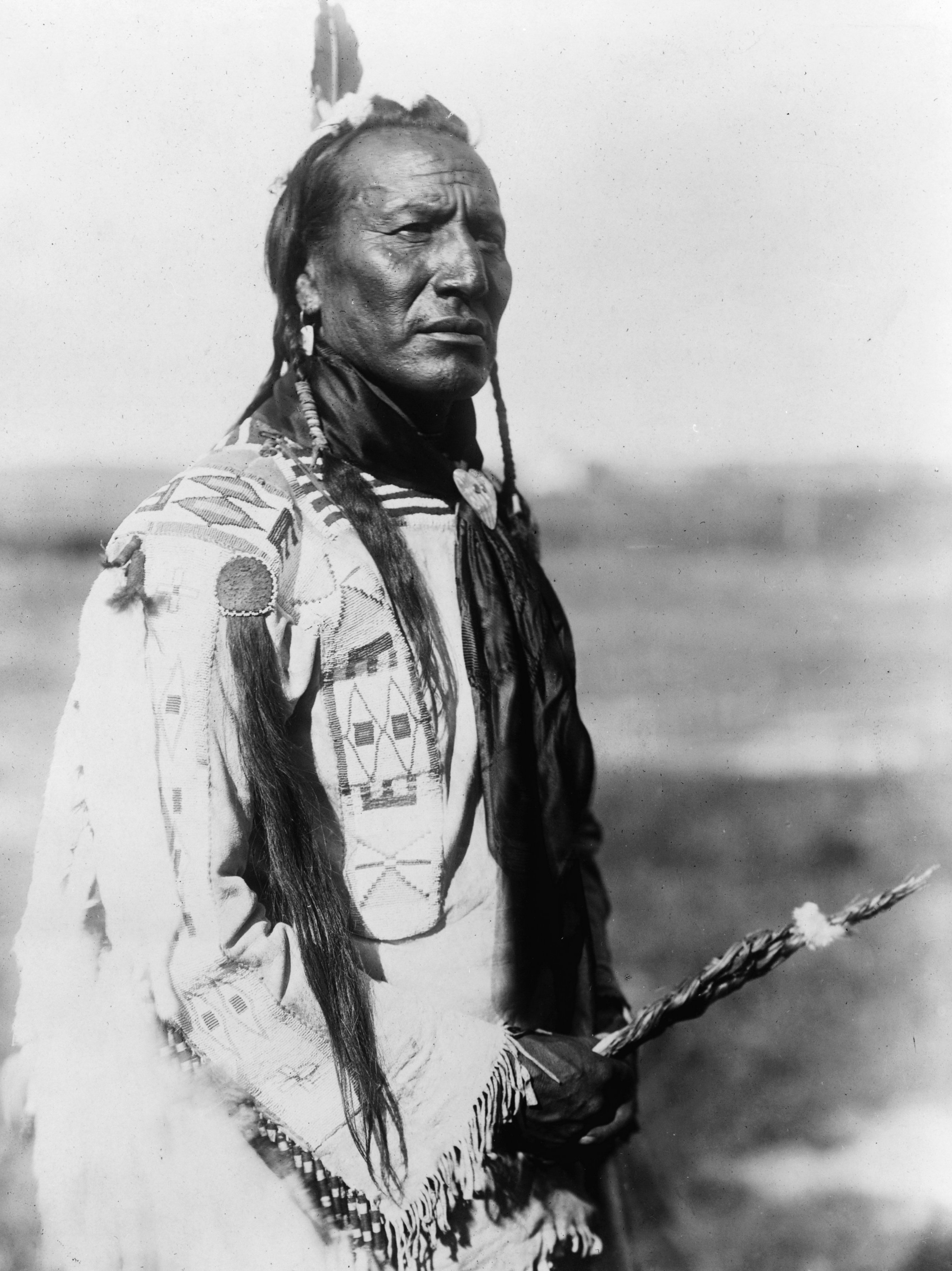
Der Indianer Big Mouth Spring, geschmückt mit einer Skalpschnalle auf seiner rechten Schulter.

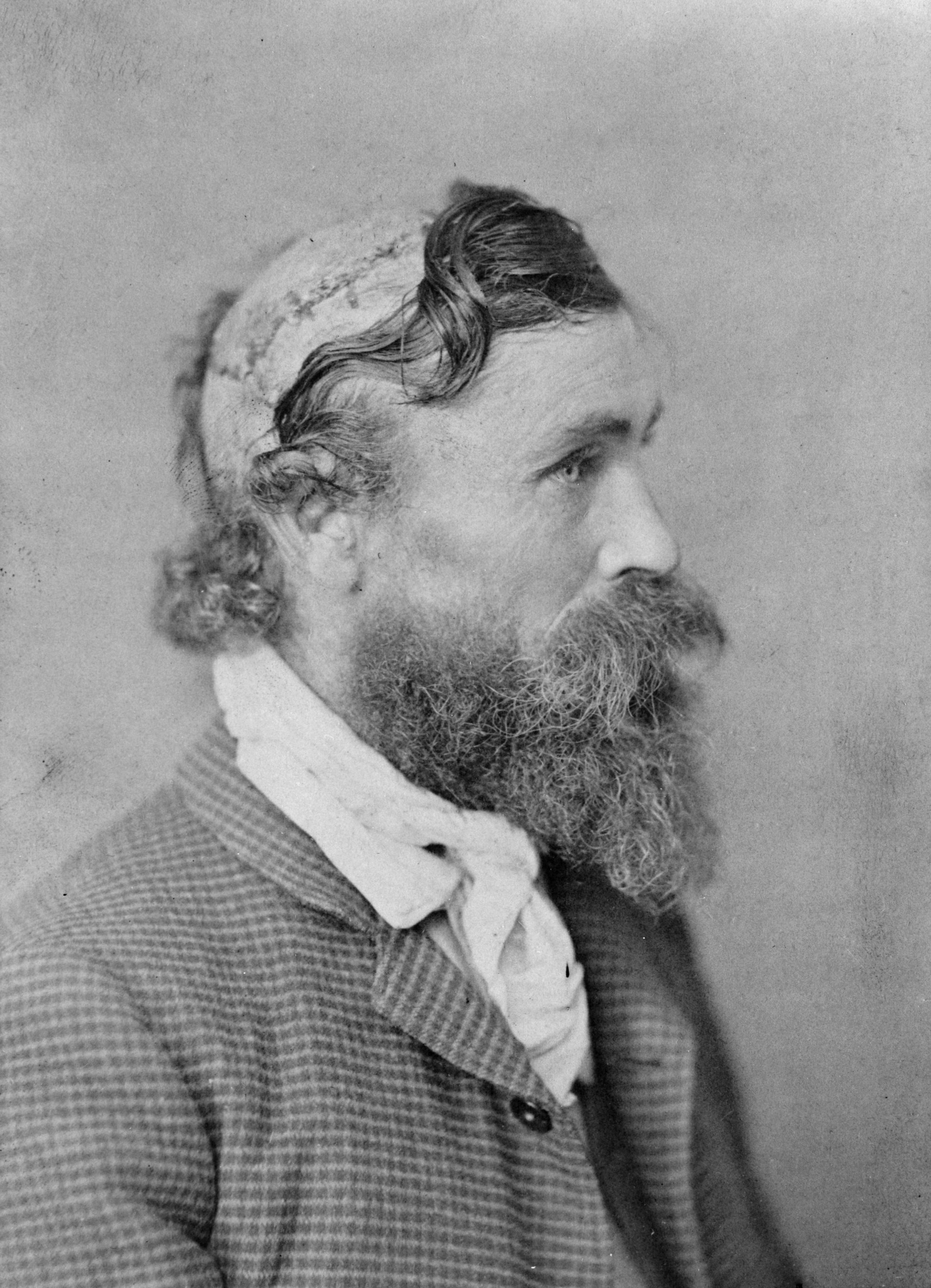
Robert McGee, der 1864 als Kind von einem Indianer skalpiert wurde, um 1890.

Laut dem Historiker James Axtell gibt es keinen Beweis dafür, dass frühe europäische Entdecker und Siedler in Amerika die Praktiken der Skythen kannten oder dass sie den Indianern das Skalpieren beigebracht hätten. Axtell sagt weiterhin, dass es klare Beweise dafür gebe, dass das Skalpieren in Amerika praktiziert worden sei, lange bevor die Europäer eintrafen, insbesondere in Nordamerika. Die Theorie, nach der die Indianer das Skalpieren von den Europäern übernommen hätten, kam in den 1960er Jahren auf und wird immer noch von einigen Autoren und Aktivisten vertreten, wird aber von den meisten Wissenschaftlern abgelehnt.
Als einer der ersten Europäer auf dem amerikanischen Kontinent beschreibt Bernal Díaz del Castillo in seinem Buch Wahrhafte Geschichte der Eroberung von Neuspanien, dass die Azteken die Technik des Skalpierens kannten und praktizierten. Bernal Díaz del Castillo war ab 1519 Soldat und Augenzeuge der Eroberung des Aztekenreiches unter Hernán Cortés.

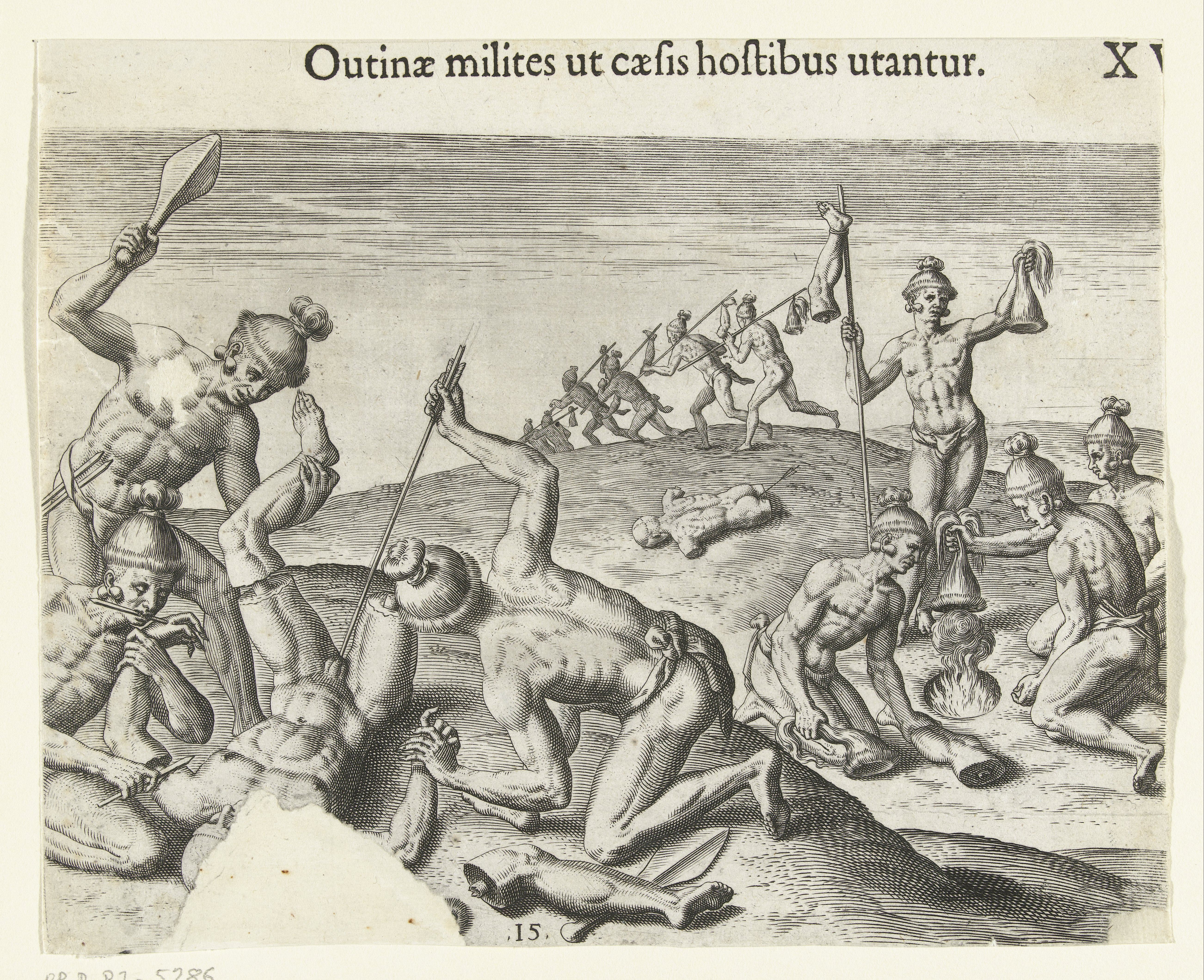
Indianer bei der Herstellung von Skalps (Kupferstich von Theodor de Bry, 1591)

Man meint, dass der Kontakt mit den Europäern zu einer Verbreitung der Praxis des Skalpierens unter den Indianern geführt habe, da einige europäisch-stämmige amerikanische Regierungen ihre indianischen Alliierten in Kriegszeiten dazu ermutigten. Zum Beispiel wurde während des Amerikanischen Unabhängigkeitskrieges der britische Gouverneurleutnant von Kanada, Henry Hamilton, unter den amerikanischen Patrioten als „haarkaufender General“ bekannt, weil angenommen wurde, er ermutige seine indianischen Alliierten dazu und bezahle sie dafür, amerikanische Siedler zu skalpieren. Als Hamilton während des Krieges von Amerikanern gefangen genommen wurde, wurde er deswegen wie ein Kriegsverbrecher und nicht wie ein Kriegsgefangener behandelt. Sicher ist, dass Indianer wie auch amerikanische Grenzsiedler ihre Opfer während dieser Zeit oft skalpierten.

#### Skalpprämien
Einige Regierungen der englischen Kolonien in Nordamerika setzten außerdem manchmal Skalpprämien aus, um das Töten von Indianern zu fördern. Die Skalpe sollten als Beweis für den Tod eines Indianers dienen. Beispiele:
- Massachusetts führte im Jahr 1700 eine Prämie von 100 Pfund Sterling für jeden männlichen Indianerskalp ein, das Vierfache eines damaligen Jahresdurchschnittsverdienstes.
- 1706 bot der Gouverneur von Pennsylvania 130 Pesos für den Skalp jedes männlichen Indianers über zwölf Jahren und 50 Pesos für jeden Frauenskalp.
- Im Franzosen-und-Indianerkrieg setzte Pennsylvania eine Skalpprämie für Shingas aus, den Anführer der Lenni Lenape.

Weil es für diejenigen, welche die Prämie auszahlten, unmöglich war, das Geschlecht und manchmal auch das Alter zu bestimmen, wurde das Töten von friedlichen Indianern – einschließlich Frauen und Kindern – eine Möglichkeit, Geld zu verdienen.
Auch die Spanier und Mexikaner im Norden Mexikos und im heutigen amerikanischen Südwesten setzten Skalpprämien im Kampf gegen verschiedene kriegerische und ihre Siedlungen plündernde Stämme ein. Berühmt wurden die Skalp-Gesetze der mexikanischen Staaten Chihuahua, Sonora und Durango, die ab den 1830er Jahren bis zu deren Niederwerfung in den 1890er Jahren Prämien für Skalps der Apachen zahlten:
- 100 (später 200) Pesos für Skalps von Kriegern ab 14 Jahren
- 50 (später 100) Pesos für Skalps von Frauen
- 25 (später 50) Pesos für Skalps von Kindern

Auf dem Höhepunkt des Skalpbooms im Norden Mexikos zahlten die Behörden allein in Chihuahua an die Comanche für abgelieferte Apachen-Skalps oder abgeschnittenen Apachen-Ohren mehrere Tausend Pesos.
Neben den Comanche waren auch andere traditionelle indianische Feinde der Apachen auf Skalpjagd in der Apacheria, wie die Tohono O’Odham, Akimel O’Odham, Opata und später die zugewanderten Kickapoo oder Seminolen. Auch amerikanische Skalpjäger wie James Kirker und John Glanton waren in der Apacheria aktiv, überfielen aber oft genug friedliebende Stämme, um an die Prämien zu kommen, da dies mit einem viel geringeren Risiko verbunden war. Insgesamt brachten die Prämien, die auf Apachen-Skalps ausgesetzt wurden, militärisch nichts – sie erreichten nur das Gegenteil. Denn als die Apachen den grausamen Handel bemerkten, überfielen sie nur umso brutaler die Grenzsiedlungen und verschleppten Vieh und Menschen zu Tausenden.

## Andere Bedeutungen
Skalpieren wird im englischsprachigen Raum auch als umgangssprachlicher Begriff für das Kaufen von Karten für öffentliche Ereignisse wie ein Musikkonzert, eine Vorstellung und ein Sportereignis und das anschließende Wiederverkaufen mit der Absicht der Erzielung eines Profits verwendet. Der Wiederverkäufer der Karten wird als „Skalpierer“ bezeichnet. In britischem Englisch wird so eine Person „ticket tout“ genannt.
In ähnlicher Bedeutung wird der Begriff Scalping für ein Geschäftsgebaren im Wertpapierhandel gebraucht.